# Teppismo
Il teppismo è un fenomeno sociale, principalmente riferito alle grandi città, per il quale bande di persone o singoli individui si dedicano alla violenza e/o al vandalismo.

## Origine del termine
Il termine deriva dalla "Compagnia della teppa", una banda di giovani milanesi, dediti a vandalismo, prepotenze, bravate e bagordi. Tale gruppo, così popolarmente denominato in quanto si radunava abitualmente sui prati adiacenti Piazza Castello, ricoperti di muschio (in dialetto milanese teppa), si formò nel 1817 e fu bloccato dalla polizia nel 1821.

## La violenza nello sport

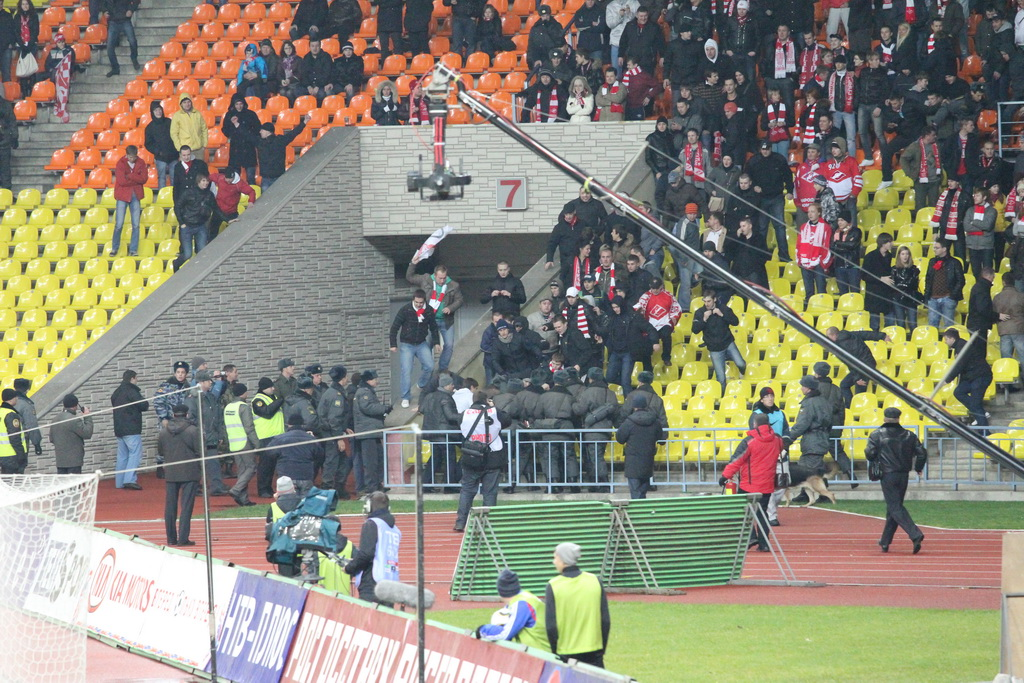
Teppisti a una partita di calcio dello Spartak Mosca nel novembre 2021

La parola teppismo inizia ad essere associata alla violenza negli sport, in particolare dagli anni '70 nel Regno Unito al teppismo calcistico. Il fenomeno, tuttavia, ha preceduto di molto il termine moderno; ad esempio, uno dei primi casi conosciuti di violenza della folla durante un evento sportivo ebbe luogo nell'antica Costantinopoli. Due fazioni di corse di carri, i Blu e i Verdi, furono coinvolte nelle rivolte di Nika che durarono circa una settimana nel 532 d.C.; quasi metà della città fu bruciata o distrutta, oltre a decine di migliaia di morti.
La violenza della folla sportiva continua a essere un fenomeno mondiale preoccupante che provoca a volte un gran numero di feriti, danni a cose e vittime. Fattori individuali, contestuali, sociali e ambientali interagiscono e si influenzano a vicenda attraverso un processo dinamico che avviene a diversi livelli. Resoconti macro-sociologici suggeriscono che tensioni strutturali, esperienze di privazione o un basso scenario socioeconomico possono a volte essere strumentali all'accettazione e alla riproduzione di norme che tollerano grandi livelli di violenza e territorialità, che è una caratteristica comune del teppismo nel calcio. Inoltre, le divisioni sociali all'interno delle società facilitano lo sviluppo di forti legami all'interno dei gruppi e intensi sentimenti di antagonismo verso gli estranei che a loro volta possono facilitare l'identificazione del gruppo e influenzare la probabilità di violenza dei fan.
A partire almeno dagli anni '60, il Regno Unito si è guadagnato una reputazione in tutto il mondo per il teppismo calcistico; il fenomeno veniva spesso soprannominato British o English Disease.

### Italia
In Italia, soprattutto negli stadi che ospitano partite di calcio (sport molto praticato e seguito nel paese), capitano episodi di teppismo.

### Stati Uniti
Il calcio e altri sport che possono generare teppismo in generale sono rari negli Stati Uniti, in parte a causa di sanzioni legali più severe per atti di teppismo e violenza fisica, sedi che vietano le armi, sicurezza più rigorosa durante le partite e un tabù più forte su politica, classe, razza e religione nella cultura sportiva americana. Sebbene si verifichino risse isolate tra ubriachi alle partite, raramente si intensificano fino a grandi risse paragonabili all'Europa e all'America Latina.

## Il fenomeno nel mondo

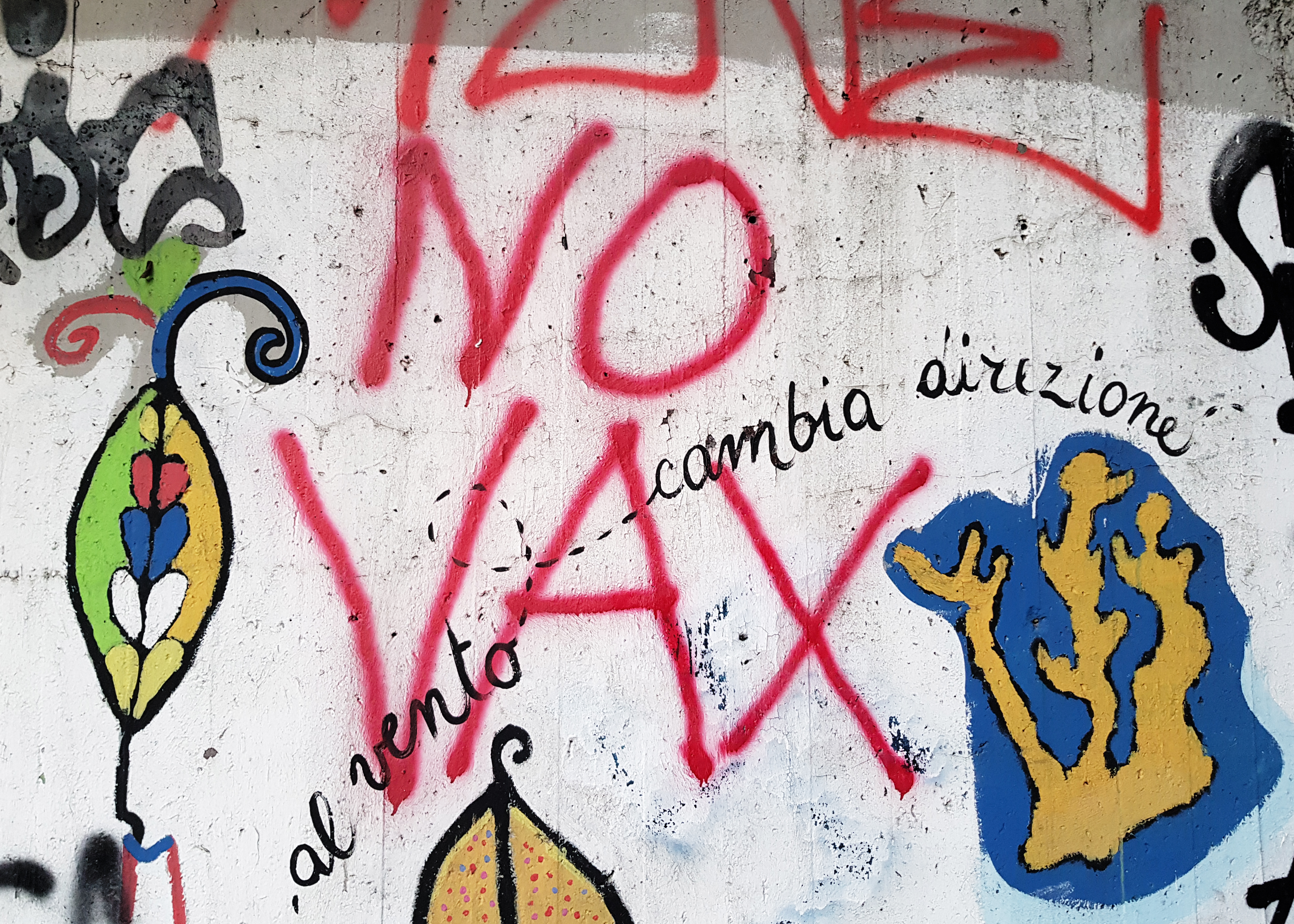
Muro imbrattato da antivaccinisti a Legnano nel 2021. L'imbrattamento dei muri è considerato una forma di teppismo

Oltre allo sport, ci possono essere anche altre motivazioni che possono portare al teppismo, come ad esempio la protesta politica.

### Teppismo in Iran
In Iran il crimine di teppismo è punibile con lunghi periodi di prigione oppure la morte.
Nel novembre 2001, in seguito alla sconfitta subita dalla nazionale di calcio del Bahrein nei confronti di quella iraniana, tifosi infuriati avevano gridato "Bahrein! Bahrein! Morte alla Repubblica islamica!" e avevano distrutto gli addobbi e le decorazioni fatti in occasione della visita del leader iraniano Ali Khamenei.
L'8 e il 9 aprile 2002 4 residenti sono stati impiccati per "banditismo", "teppismo" e "aggressione".

### Teppismo in Inghilterra
La polizia inglese utilizzò il termine hooliganism nel 1898 per indicare una categoria di tifosi fanatici (i cosiddetti hooligan) che causavano disordine negli stadi.

### Teppismo in Cina
In Cina il crimine di teppismo è stato abolito con la riforma del codice penale del 1º ottobre 1997 perché troppo vago ed è stato sostituito da crimini più specifici come "intralcio all'ordine pubblico", "vandalismo", "distruzione di proprietà pubbliche o private" e "causare rabbia delle masse", tutti punibili con il carcere o la morte. Il 16 ottobre è stata emessa una condanna a morte per "mescolarsi negli scontri e causare disordine".
Nel 1998, in occasione della campagna "colpire duro", il reato di teppismo è stato reintrodotto. Infatti da Amnesty International, su "death penalty log 1998", risultano 3 casi certificati di condanna a morte per teppismo: il 5 giugno uno è stato condannato a morte per "aver usato i condannati per commettere teppismo"; il 31 luglio è stata emessa una condanna a morte per "corruzione, teppismo e appropriazione indebita" e il 25 novembre un uomo è stato messo a morte probabilmente per teppismo. Nel 2000 è avvenuta un'esecuzione per teppismo e stupro.
Leggi specifiche contro il teppismo sono state fatte nell'ottobre del 2005: secondo queste la polizia può arrestare in sospetti e, senza processo, metterli in prigione fino a 20 giorni, multarli da 2310 a 5650 yuan (da 231 a 565 euro) e impedire loro di andare allo stadio per un anno. Con il processo, se riconosciuti colpevoli, i teppisti da stadio possono essere condannati da alcuni anni di prigione fino alla morte (queste pene c'erano già prima).

### Teppismo in Unione Sovietica e Russia
In Unione Sovietica la parola chuligan (in russo: хулиган – traslitterazione della parola inglese) era usata per riferirsi ai delinquenti. Il teppismo (in russo: хулиганство, chuliganstvo) è stato elencato come un reato, simile alla condotta disordinata in alcune altre giurisdizioni, e utilizzato come accusa generale per perseguire comportamenti non approvati.

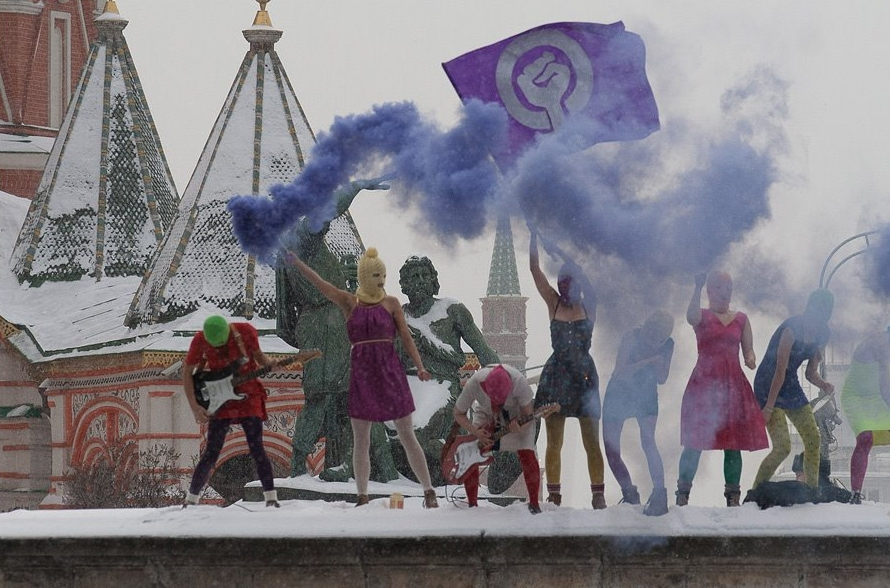
I Pussy Riot si esibiscono al Lobnoe Mesto nella Piazza Rossa il 20 gennaio 2012.

Il campione olimpico Vasilij Chmelevskij è stato condannato per teppismo per aver dato fuoco a una persona in costume durante una celebrazione a Minsk nel 1979 e condannato a cinque anni di reclusione. Mathias Rust è stato condannato per teppismo, tra le altre cose, per il suo atterraggio del Cessna nel 1987 sul ponte Bol'šoj Moskvoreckij vicino alla Piazza Rossa.
Dalla caduta dell'Unione Sovietica, il teppismo è generalmente definito nel codice penale russo come un crimine di gravità media.
La stessa accusa è stata mossa contro i membri del gruppo punk femminista Pussy Riot per il quale tre membri hanno ricevuto ciascuno una condanna a due anni il 17 agosto 2012. Nell'ottobre 2013 sono state mosse anche accuse di teppismo contro i manifestanti di Greenpeace.
Nel marzo 2022, Marina Ovsjannikova, una giornalista russa che aveva alzato uno striscione per protestare contro l'invasione russa dell'Ucraina durante un telegiornale nazionale, è stata condannata per aver violato le leggi anti-protesta russe e multata di 30.000 ₽ per le sue azioni. Il Cremlino ha definito le sue azioni un atto di teppismo.

## Repressione
Nella maggior parte delle legislazioni penali degli stati democratici il reato di teppismo non è formalmente contemplato poiché troppo vago.

## Nel cinema
- Giungla d'asfalto (1950)
- Arancia meccanica (1971)
- Ultimo stadio (1988)
- I.D. (1995)
- Training Day (2001)
- EuroTrip (2004)
- The Football Factory (2004)
- Green Street (2005)
- Rise of the Footsoldier (2007)
- Cass (2008)
- Eden Lake (2008)
- Awaydays (2009)
- The Firm (2009)
- Green Street 2: Stand Your Ground (2009)
- Neds (2010)
- Tash Force (2011)
- Green Street 3: Never Back Down (2013)